# Виборзька сторона
Виборзька сторона (рос. Выборгская сторона) — історична частина Санкт-Петербурга, розташована на правому березі річок Нева та Велика Невка. Разом з Нарвською частиною й Невського району Виборзька сторона була центром революційного руху на початку 20 сторіччя.
Виборзька сторона є частиною сучасних Виборзького й Калінінського районів Санкт-Петербурга.